# Shota Fujisaki
Shota Fujisaki (藤﨑 将汰 Fujisaki Shota?), född 10 januari 1994 i Tokyo prefektur, är en japansk fotbollsspelare.
Fujisaki började sin karriär 2016 i Fujieda MYFC.